# وارتو
وارتو (بالكردية والزازاكية: Gimgim) بلدة في محافظة موش، تركيا، معظم سكانها من الكرد والزازا. كانت وارتو مسرح القتال الرئيسي أثناء ثورة الشيخ سعيد في عام 1924، وموقع الزلزال الذي وقع عام 1966 وأودى بحياة ما يزيد عن 2,300 شخص.